# Morti nel 1998/Febbraio
| Questa pagina contiene informazioni ricavate automaticamente dalle voci biografiche con l'ausilio del template Bio e di un bot. L'aggiornamento è periodico e automatico e ricostruisce completamente la pagina. Se manca una persona in questa lista, sei pregato di non aggiungerla, ma accertati piuttosto che la sua voce biografica contenga il template Bio e che i dati anagrafici siano correttamente compilati. Se il template Bio manca, inseriscilo tu stesso o, in alternativa, metti l'avviso {{tmp\|Bio}} che ne segnala la mancanza. Se i dati riportati sono sbagliati, correggi direttamente la voce biografica; le modifiche saranno visibili in questa lista entro pochi giorni. Per chiarimenti vedi il progetto biografie. La lista contiene solo le 116 persone che sono citate nell'enciclopedia e per le quali è stato implementato correttamente il template Bio. Pagina aggiornata al 3 mar 2024. |

- 1º febbraio - Sam Marcy, scrittore e politico statunitense (n. 1911)
- 1º febbraio - Dante Ongari, storico e ingegnere italiano (n. 1906)
- 1º febbraio - Marco Protasi, matematico e informatico italiano (n. 1950)
- 1º febbraio - Valentino Vailati, arcivescovo cattolico italiano (n. 1914)
- 2 febbraio - Alessandro Brucellaria, partigiano, politico e imprenditore italiano (n. 1914)
- 2 febbraio - Raymond Cattell, psicologo inglese (n. 1905)
- 2 febbraio - Duilio Del Prete, attore e cantautore italiano (n. 1938)
- 2 febbraio - Karl Walter Kamper, astronomo statunitense (n. 1941)
- 2 febbraio - Pietro Masala, sollevatore italiano (n. 1944)
- 2 febbraio - Roger L. Stevens, produttore teatrale e imprenditore statunitense (n. 1910)
- 2 febbraio - Francesco Tagliamonte, politico italiano (n. 1927)
- 2 febbraio - Haroun Tazieff, ingegnere, agronomo e geologo polacco (n. 1914)
- 3 febbraio - Giacomo Blason, allenatore di calcio e calciatore italiano (n. 1914)
- 3 febbraio - Fat Pat, rapper statunitense (n. 1970)
- 3 febbraio - Friedrich Ruttner, medico e entomologo austriaco (n. 1914)
- 3 febbraio - Karla Faye Tucker, criminale statunitense (n. 1959)
- 4 febbraio - Cristóbal Martínez-Bordiú, X marchese di Villaverde, nobile e chirurgo spagnolo (n. 1922)
- 4 febbraio - Rees Stephens, rugbista a 15 gallese (n. 1922)
- 5 febbraio - Tim Kelly, chitarrista statunitense (n. 1963)
- 5 febbraio - Kim Ki-young, regista sudcoreano (n. 1919)
- 5 febbraio - Eduardo Francisco Pironio, cardinale e arcivescovo cattolico argentino (n. 1920)
- 6 febbraio - Falco, cantante e musicista austriaco (n. 1957)
- 6 febbraio - Bruno Boni, politico e dirigente sportivo italiano (n. 1918)
- 6 febbraio - Tony LeVier, aviatore statunitense (n. 1913)
- 6 febbraio - Maurits Van Herzele, ciclista su strada belga (n. 1917)
- 6 febbraio - Carl Wilson, musicista statunitense (n. 1946)
- 6 febbraio - Nazim al-Qudsi, politico siriano (n. 1906)
- 6 febbraio - Claude Érignac, prefetto francese (n. 1937)
- 7 febbraio - Antonio Scialdone, ammiraglio italiano (n. 1917)
- 8 febbraio - Halldór Laxness, scrittore islandese (n. 1902)
- 8 febbraio - Bob Naber, cestista statunitense (n. 1929)
- 8 febbraio - Gino Penno, tenore italiano (n. 1920)
- 8 febbraio - Enoch Powell, politico britannico (n. 1912)
- 8 febbraio - Julian Simon, economista statunitense (n. 1932)
- 9 febbraio - George Cafego, giocatore di football americano statunitense (n. 1915)
- 9 febbraio - Panagiōtīs Katsourīs, calciatore greco (n. 1976)
- 9 febbraio - Emanuele Romano, vescovo cattolico italiano (n. 1912)
- 9 febbraio - Maurice Schumann, politico francese (n. 1911)
- 10 febbraio - Juan Otxoantezana, allenatore di calcio e calciatore spagnolo (n. 1912)
- 11 febbraio - Tore Børrehaug, calciatore norvegese (n. 1944)
- 11 febbraio - Tanvir Dar, hockeista su prato pakistano (n. 1937)
- 11 febbraio - Jonathan Hole, attore statunitense (n. 1904)
- 11 febbraio - Archimede Orlandini, liutaio italiano (n. 1909)
- 11 febbraio - Sergio Rossi, attore e doppiatore italiano (n. 1921)
- 12 febbraio - Hugh Gardner Ackley, economista e ambasciatore statunitense (n. 1915)
- 12 febbraio - Josef Crha, calciatore cecoslovacco (n. 1927)
- 12 febbraio - Cesare Pollastri, liutaio italiano (n. 1925)
- 12 febbraio - Ralf Reichenbach, pesista tedesco (n. 1950)
- 13 febbraio - José Ignacio Barraquer, medico spagnolo (n. 1916)
- 13 febbraio - Gaetano Tamborrino Orsini, generale, scrittore e poeta italiano (n. 1921)
- 15 febbraio - Enzo Bottasso, bibliotecario e bibliografo italiano (n. 1918)
- 15 febbraio - Martha Gellhorn, giornalista e scrittrice statunitense (n. 1908)
- 15 febbraio - Oreste Macrì, critico letterario, filologo e ispanista italiano (n. 1913)
- 15 febbraio - Samuel Schillinger, calciatore cecoslovacco (n. 1903)
- 15 febbraio - Louie Spicolli, wrestler statunitense (n. 1971)
- 16 febbraio - Luciano Satta, linguista, saggista e giornalista italiano (n. 1924)
- 17 febbraio - Nicolas Bouvier, scrittore e giornalista svizzero (n. 1929)
- 17 febbraio - Giorgio Cattaneo, pattinatore di velocità su ghiaccio italiano (n. 1923)
- 17 febbraio - Bimal Chandra, nuotatore indiano (n. 1927)
- 17 febbraio - Hilaire Couvreur, ciclista su strada belga (n. 1924)
- 17 febbraio - Anibál Filiberti, pallanuotista argentino (n. 1914)
- 17 febbraio - Marie-Louise von Franz, psicoanalista svizzera (n. 1915)
- 17 febbraio - Ernst Jünger, scrittore, militare e filosofo tedesco (n. 1895)
- 17 febbraio - Ernst Käsemann, insegnante tedesco (n. 1906)
- 17 febbraio - Bob Merrill, compositore statunitense (n. 1921)
- 18 febbraio - Lidia Bongiovanni, velocista e altista italiana (n. 1914)
- 18 febbraio - Antonio Escuriet, ciclista su strada spagnolo (n. 1909)
- 18 febbraio - Gianna Giuffrè, attrice e cantante italiana (n. 1916)
- 18 febbraio - Aleksandr Pavlovič Guljaev, ingegnere e compositore di scacchi russo (n. 1908)
- 18 febbraio - Robbie James, calciatore gallese (n. 1957)
- 18 febbraio - Vera Nandi, attrice e cantante italiana (n. 1924)
- 18 febbraio - Scott O'Hara, attore pornografico, poeta e scrittore statunitense (n. 1961)
- 19 febbraio - Gianfranco Canali, storico italiano (n. 1950)
- 19 febbraio - George Male, calciatore inglese (n. 1910)
- 19 febbraio - Mancur Olson, economista statunitense (n. 1932)
- 19 febbraio - Lothar Vetterke, calciatore tedesco orientale (n. 1932)
- 20 febbraio - Carlo Balestra di Mottola, militare, diplomatico e politico italiano (n. 1911)
- 20 febbraio - Henry Livings, commediografo e sceneggiatore britannico (n. 1929)
- 20 febbraio - Virgilio Tommasi, lunghista italiano (n. 1905)
- 21 febbraio - Ramón Bravo, fotografo, scrittore e nuotatore messicano (n. 1925)
- 21 febbraio - Karl Geyer, allenatore di calcio e calciatore austriaco (n. 1899)
- 21 febbraio - Baboo Nimal, hockeista su prato indiano (n. 1908)
- 21 febbraio - Sven Ivar Seldinger, radiologo svedese (n. 1921)
- 22 febbraio - Carlo Dionisotti, critico letterario, filologo e storico della letteratura italiano (n. 1908)
- 22 febbraio - Sandro Franchina, regista e attore italiano (n. 1939)
- 22 febbraio - Anna Maria Gueizelor, ballerina e attrice pakistana (n. 1907)
- 22 febbraio - Jovan Kratohvil, scultore e tiratore a segno jugoslavo (n. 1924)
- 23 febbraio - Philip Abbott, attore statunitense (n. 1924)
- 24 febbraio - Oscar Brazzi, produttore cinematografico, regista e sceneggiatore italiano (n. 1918)
- 24 febbraio - Alfonso Merendino, pilota automobilistico italiano (n. 1942)
- 24 febbraio - Lalita Pawar, attrice indiana (n. 1916)
- 24 febbraio - Anna Rossettini, artista italiana (n. 1940)
- 24 febbraio - Abraham Shneior, cestista israeliano (n. 1928)
- 25 febbraio - Giovanni Baltaro, politico, partigiano e sindacalista italiano (n. 1910)
- 25 febbraio - Frans Bonduel, ciclista su strada belga (n. 1907)
- 25 febbraio - Francesca Braggiotti, danzatrice e attrice italiana (n. 1902)
- 25 febbraio - Wanda Jakubowska, regista e sceneggiatrice polacca (n. 1907)
- 25 febbraio - Umberto Mastroianni, scultore, pittore e partigiano italiano (n. 1910)
- 25 febbraio - Lia Pasqualino Noto, pittrice e collezionista d'arte italiana (n. 1909)
- 25 febbraio - Pruden Sánchez, calciatore spagnolo (n. 1916)
- 25 febbraio - Vico Torriani, cantante, attore e conduttore televisivo svizzero (n. 1920)
- 25 febbraio - Luigi Veronesi, pittore, fotografo e regista italiano (n. 1908)
- 26 febbraio - James Algar, regista, sceneggiatore e produttore cinematografico statunitense (n. 1912)
- 26 febbraio - Jimmy Hagan, allenatore di calcio e calciatore inglese (n. 1918)
- 26 febbraio - Dodi Moscati, cantautrice e giornalista italiana (n. 1942)
- 26 febbraio - Theodore Schultz, economista statunitense (n. 1902)
- 27 febbraio - Alice Rivaz, scrittrice svizzera (n. 1901)
- 27 febbraio - Larry Friend, cestista statunitense (n. 1935)
- 27 febbraio - Marcello Geppetti, fotografo italiano (n. 1933)
- 27 febbraio - Pietro Giampaoli, incisore e medaglista italiano (n. 1898)
- 27 febbraio - George Herbert Hitchings, medico statunitense (n. 1905)
- 27 febbraio - J. T. Walsh, attore statunitense (n. 1943)
- 28 febbraio - Todd Duncan, baritono statunitense (n. 1913)
- 28 febbraio - Elsy Jacobs, ciclista su strada e pistard lussemburghese (n. 1933)
- 28 febbraio - Dermot Morgan, comico e attore irlandese (n. 1952)
- 28 febbraio - Antonio Quarracino, cardinale e arcivescovo cattolico italiano (n. 1923)